# 키네시스 (메이플스토리)
키네시스(Kinesis)는 온라인 게임 《메이플스토리》의 등장인물로, 2015년 7월 23일 〈리:부트〉 업데이트의 일환으로 출시되었다. 〈프렌즈스토리〉의 세계관인 프렌즈 월드에 살고 있던 고등학생이며, 초능력 중 하나인 염동력을 사용하는 마법사로, MP 대신 사이킥 포인트(PP)를 사용한다.

## 작중 행적

키네시스는 서울에서 살던 평범한 고등학생이었다. 하지만 어느 순간이후 키네시스는 자신에게 초능력이 생겼다는 것을 깨닫게 된다. 키네시스는 자신의 초능력으로 언제부턴가 도시에 생기고 있는 몬스터들을 처치하였다. 어느 날 키네시스는 학교에 생긴 몬스터들을 처치하고 나오던 중 네로라고 하는 검은색 고양이를 마주치게 된다. 네로와 함께 아지트로 간 키네시스는 조력자인 제이에게 지하철에 몬스터가 나올 것 같다는 이야기를 듣는다. 네로를 데리고 키네시스는 지하철로 갔고 그곳에서 나타난 몬스터들을 처치한다. 몬스터를 모두 잡은 키네시스는 지하철이 멈추지 않고 계속 달리고 있다는 것을 깨닫는다. 그 때 키네시스는 갑자기 발작을 느끼게 되며 주저앉고 키네시스의 앞에는 하얀 마법사가 나타난다. 그는 키네시스를 자신이 찾던 기폭제라고 말하고 키네시스를 이용하며 도시에 큰 폭발을 만들어 거대한 싱크홀을 생성해낸다.
싱크홀 속으로 들어간 키네시스는 메이플 월드의 엘리니아에 위치한 마법사 협회에서 깨어난다. 이 곳에서 키네시스는 아울과 사람으로 변한 네로와 마주한다. 이후 키네시스는 마법사 협회에서 이들의 스승인 하인즈와 만나게 된다. 하인즈는 마법사 협회에 마법사 협회와 키네시스의 아지트 사이를 이어주는 포탈을 생성해 준다. 잠시 아지트에 돌아간 키네시스는 자신을 걱정하는 제이와 유나와 마주하게 된다. 키네시스는 이들에게 자신은 괜찮다고 이야기 하지만 이들에게서 싱크홀로 인해 메이플 월드로 빨려들어간 사람이 존재한다는 이야기를 듣게 된다. 그 소식을 들은 키네시스는 메이플 월드로 돌아가 사람들을 원래 세계롤 되돌려 주기로 결정한다. 메이플 월드로 돌아간 키네시스는 마법학교 엘리넬, 골드비치, 리에나 해협에 방문하여 실종자들을 구출해낸다. 실종자들을 모두 구출한 키네시스는 실종자들에게 감사의 인사를 받게 되고 자신은 서울로 돌아가지 않고 메이플 월드에서 수련을 하기로 마음먹는다.
이후 수련을 하던 키네시스는 제이의 호출을 받는다. 키네시스를 아지트로 부른 제이는 유나에 대한 이야기를 하며 키네시스에게 오랫동안 유나의 얼굴을 보지 않았으니 한 번 찾아가 보는게 어떻겠냐는 이야기를 한다. 이 이야기를 들은 키네시스는 유나를 만나러 아지트에서 학교로 향하게 된다. 하지만 둘의 길이 엇갈리면서 유나는 학교에서 아지트로 향하게 되었다. 아지트에서 유나가 찾아온 것을 알게 된 제이는 놀라게 되고 유나에게 키네시스의 사정을 이해해 주어야 한다고 이야기한다. 그 때 더스트 몬스터가 아지트에 잡입을 하게 되고 제이를 쓰러뜨린 뒤 유나를 납치해 간다. 제이는 키네시스에게 이 사실을 알리게 되고 키네시스는 유나를 구하러 멈춰진 지하철로 향한다. 지하철에서 몬스터를 처치하던 키네시스는 몬스터들이 자신을 싱크홀 방향으로 인도하는 것을 알아차리자 더 추적하는 것을 멈춘다. 이후 서울 도심의 싱크홀에서는 알 수 없는 바람이 몰아치게 된다.
하인즈는 메이플 월드로 온 키네시스를 부르고, 유나가 잡혀간 이후 싱크홀의 성질이 변화되었다고 이야기한다. 또한 하인즈는 하얀 마법사의 목적이 각 세계들의 통합일 것이며 키네시스의 힘도 그와 관련이 있을 것이라는 이야기를 한다. 이후 키네시스는 잠시 머리를 식히러 아쿠아리움으로 향하게 되는데 아쿠아리움에는 서울의 빌딩이 보이는 이상 현상을 발견한다. 이 현상에 대해 아울은 이것이 차원의 조각이라고 말하며 공간을 구속시켜야 한다고 이야기한다. 이후 키네시스는 네로의 힘을 이용해서 아쿠아리움의 공간을 구속시키고 같은 현상이 일어난 아리안트에서도 공간을 구속시킨다.
이후 수련을 거듭한 키네시스에게 하인즈는 지금 당장 싱크홀로 들어가도 좋다고 이야기한다. 그 이야기를 들은 키네시스는 네로와 함께 서울로 이동하여 싱크홀 내부로 들어간다. 싱크홀의 중심에는 바람을 일으키는 유나가 있었으며 하얀 마법사가 나타나 자신이 유나의 능력을 해방했다고 이야기한다. 또한 하얀 마법사는 자신이 수백년을 살아왔다고 이야기하고 피해가 심해진 현 상황에서 키네시스와 같은 사람은 배척받을 것이라고 말한다. 끝으로 하얀 마법사는 키네시스에게 작은 시험을 주겠다고 하며 큰 오멘 몬스터를 소환하고 어딘가로 사라진다. 키네시스는 나타난 몬스터를 처치하였으며 네로에게 하얀 마법사가 유나에게 걸어놓은 구속마법을 풀어달라고 이야기한다. 구속마법이 풀린 유나는 제정신을 찾게 되고 키네시스는 자신의 능력을 이용하여 유나를 구출해낸다. 이후 아지트로 돌아온 키네시스에게 하인즈는 수고했다는 이야기를 건네고 앞으로 세계가 합쳐지는 것은 막을 수가 없으며 키네시스와 같은 초능력자도 많이 생길 것이라고 이야기한다.

## 같이 보기
- 메이플스토리의 직업

### 참고주
1. ↑  “클라이언트 1.2.240 업데이트 안내”. 《메이플스토리》. 2015년 7월 23일. 2024년 8월 4일에 확인함.
2. ↑  정광연 (2015년 7월 23일). “넥슨 ‘메이플스토리’, 신규 캐릭터 ‘키네시스 더 슈퍼내추럴’ 업데이트”. 《아주경제》. 2024년 7월 3일에 확인함.
3. ↑  “Hero of Seoul”. 《The Story of Maple》. 2024년 8월 16일에 확인함.